# Halberstadt-Blankenburger Eisenbahn
Die Halberstadt-Blankenburger Eisenbahn AG, abgekürzt H.B.E., war eine 1870 gegründete Eisenbahngesellschaft, die verschiedene Bahnen im Raum Blankenburg baute und betrieb. Am 1. September 1946 wurde die Gesellschaft enteignet und am 1. April 1949 von der Deutschen Reichsbahn übernommen. Im Laufe ihres Bestehens vollbrachte die H.B.E. durch den Bau der Harz-Zahnradbahn sowie durch den Einsatz von Reibungslokomotiven der Tierklasse auf der Steilstrecke Pionierleistungen.

## Geschichte der H.B.E.

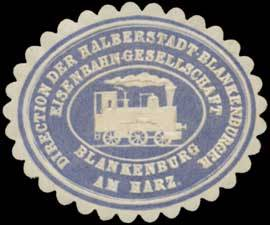
Siegelmarke Halberstadt-Blankenburger Eisenbahngesellschaft

### Vorgeschichte und Gründung der H.B.E.
Erste Bestrebungen, Blankenburg über Halberstadt an das Eisenbahnnetz anzuschließen, gab es bereits 1843. Den Anstoß zum Bau der Bahn gab das Kölner Bankhaus J. L. Eltzbacher & Co. Diese Bank hatte ab 1865 die bisher in staatlichem Besitz befindlichen Gruben, Hochöfen und Hüttenwerke erworben, darunter auch das Hüttenroder Feld mit reichen Eisenerzvorkommen. Zur Bündelung dieser Aktivitäten wurden im Jahr 1870 die Harzer Werke gegründet. Das Unternehmen begann mit dem Bau der Erzstufenbahn und dem Hüttenwerk in Blankenburg, wo zur Abfuhr der Erzeugnisse ein Bahnanschluss notwendig war. Der Bankdirektor Jacob Eltzbacher unterstützte die bestehenden Aktivitäten und so wurde bereits am 16. April 1870 das Statut der Gesellschaft vom Staat genehmigt. Das Grundkapital betrug 800.000 Mark.

### Aufbau des Streckennetzes und Entwicklung bis 1918

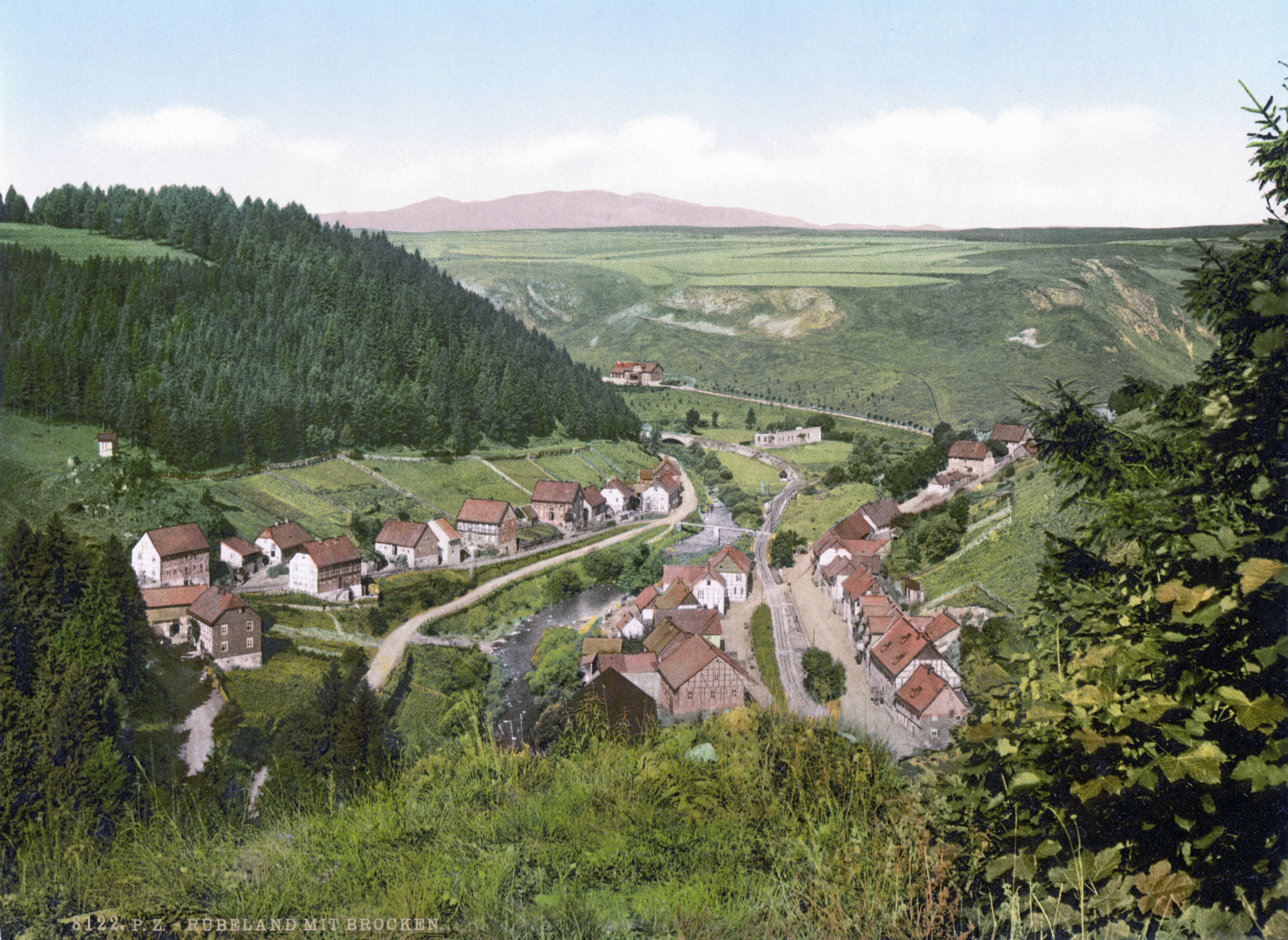
Rübeland mit Blick zum Brocken vor 1900. Im Mittelpunkt das Bahngleis der Rübelandbahn in Richtung Elbingerode.

Mit dem Bau der „Stammbahn“ Halberstadt–Blankenburg wurde noch im Juni 1870 begonnen, der ausbrechende Deutsch-Französische Krieg verzögerte aber die Eröffnung bis zum 1. April 1873. Der Betrieb wurde mit zwei Stütztender-Lokomotiven aufgenommen. Zwei Jahre später wurde die Zweigbahn zum Hochofenwerk fertiggestellt, 1877 die als Hauptbahn eröffnete Stammbahn in eine Sekundärbahn umgewandelt.
Um die wirtschaftliche Abhängigkeit vom Hochofenwerk zu mindern, wurde auf Betreiben des Betriebsdirektors Albert Schneider im Jahr 1881 die Planung der Bahnstrecke Blankenburg–Tanne in Angriff genommen, die mit Unterstützung des Landes Braunschweig ab 1884 gebaut wurde. Am 15. Oktober 1886 war der Endpunkt Tanne erreicht, wo ab 1899 Anschluss an die meterspurige Strecke der Südharz-Eisenbahn-Gesellschaft bestand.
Am 19. September 1880 wurde die Strecke von Langenstein nach Derenburg zur Zuckerfabrik eröffnet, deren Verlängerung nach Minsleben folgte 1907. Im selben Jahr konnten die Strecken von Blankenburg nach Quedlinburg mit einer Zweigstrecke nach Thale (Bodetal) und die Zweigstrecke der Rübelandbahn von Wechsel nach Drei-Annen-Hohne zum Anschluss an die Harzquer- und Brockenbahn in Betrieb genommen werden.

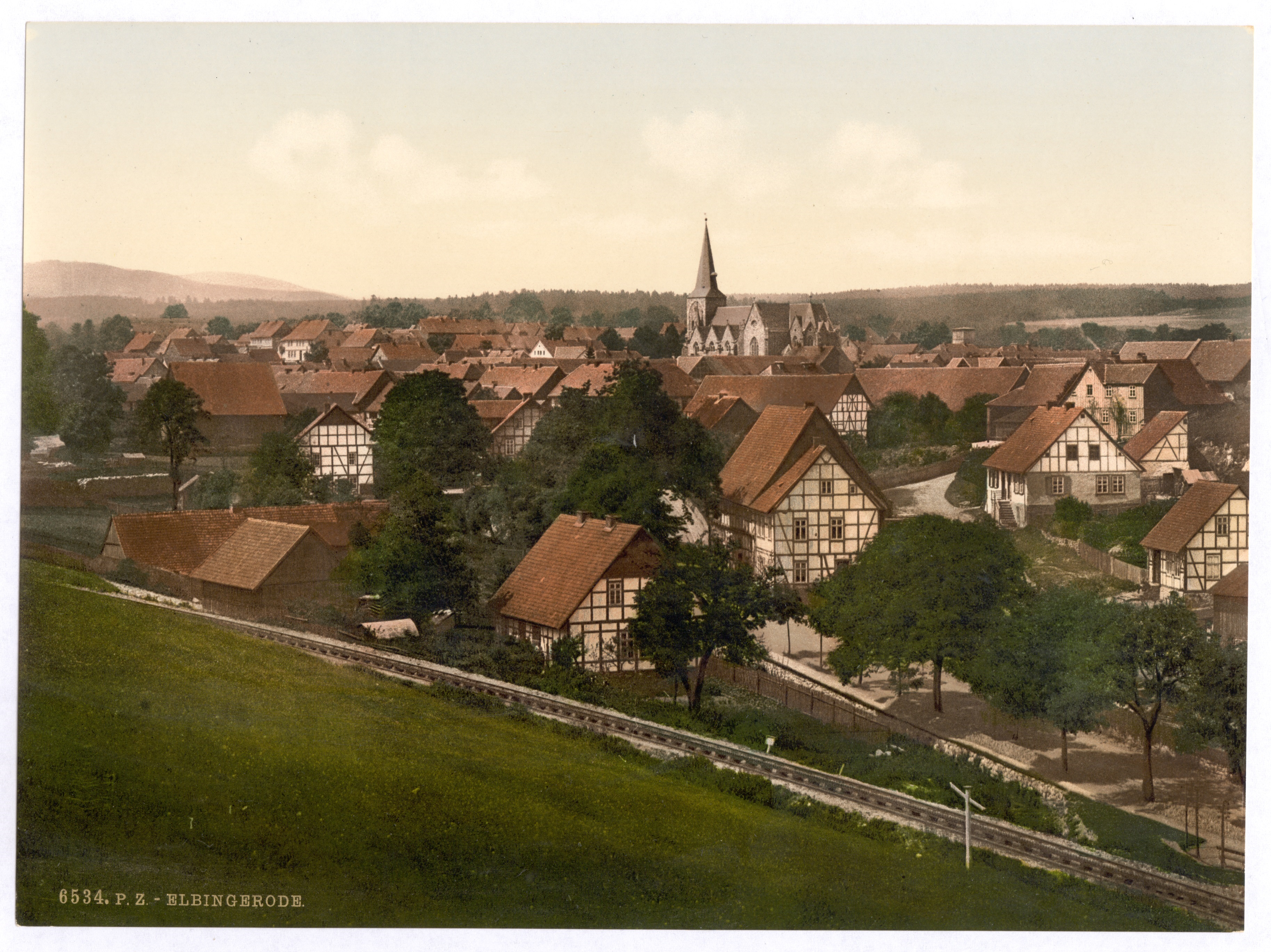
Rübelandbahn bei Elbingerode (Harz)

Wegen der schwierigen Lage der Eisenindustrie war die wirtschaftliche Lage in den ersten Jahren unbefriedigend, bis 1880 wurden keine oder nur sehr geringe Dividenden bezahlt. Der Bau der Zweigstrecken steigerte die Rentabilität erheblich, 1891 betrug die Dividende 5,5 Prozent.
Im Jahr 1910 konnte nach mehrjährigem Versuchsbetrieb die automatische Saugluftbremse, System Hardy, eingeführt werden, was einerseits die Zuglasten erhöhte und andererseits die Reisegeschwindigkeit steigerte.
Im Jahr 1915 gab es einen Großbrand in den Werkstätten in Blankenburg. Dabei entstand ein beträchtlicher Schaden: Zimmerei, Tischlerei und Sattlerei brannten vollständig nieder, die Telefon- und Telegraphenleitung wurde teils gänzlich zerstört.

### Entwicklung bis 1945

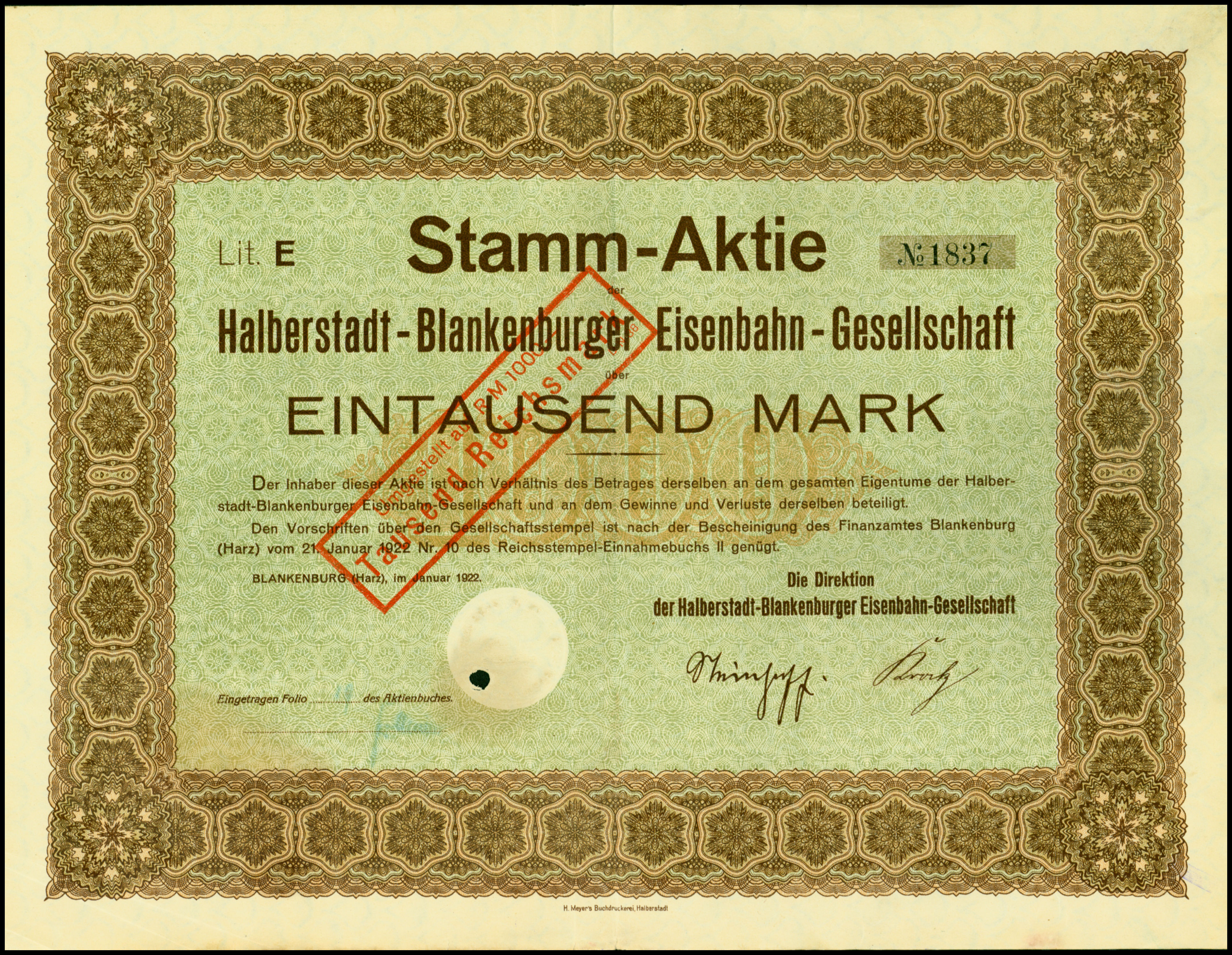
Aktie über 1000 Mark der Halberstadt-Blankenburger Eisenbahn-Gesellschaft vom Januar 1922

Die Jahre nach dem Ersten Weltkrieg standen auch bei der H.B.E. im Zeichen der schwierigen wirtschaftlichen und politischen Lage. 1919 kam der Personenverkehr auf der Strecke Derenburg–Minsleben zum Erliegen und wurde auch nicht mehr aufgenommen. Der Güterverkehr hielt sich noch einige Jahre, bis die Strecke im Jahre 1934 abgebaut wurde.
Schwerpunkt der weiteren Rationalisierung war die Rübelandbahn, an der unter Generaldirektor Otto Steinhoff 1920 die bereits 1917 bestellten Lokomotiven der Tierklasse die Ablösung des Zahnradbetriebs in Angriff nahmen. 1927 wurde der Personenverkehr teilweise auf Leichtbau-Triebwagen umgestellt und im Jahr 1931 in der Gegend um Rübeland eine neue Streckenführung mit geringerer Neigung in Betrieb genommen. Weitergehende Planungen wie die Aufhebung der Spitzkehre Michaelstein durch eine Neutrassierung über Wienrode wurden nicht realisiert.
1921 wurde eine Tochtergesellschaft, die Blankenburger Eisenbahn-Bedarfs- und Maschinenfabrik GmbH gegründet. Die Lothringen-Konzern Bergbau A.G. übernahm 40 % des Aktienkapitals der H.B.E., die sie bereits 1925 an die Allgemeine Lokalbahn- und Kraftwerke AG weiterveräußerte. 1922 trat die H.B.E. dem Deutschen Wagenverband bei und stellte ihre Güterwagen bei der Deutschen Reichsbahn ein. Am 5. Dezember 1925 wurde gemeinsam mit der Anhaltische Landes-Eisenbahngemeinschaft die Harz-Kraftfahrzeuglinien der Ostharzbahnen G.m.b.H. gegründet. Ein Jahr später ersuchte die Bahn um eine Konzession für eine Seilbahn vom Bahnhof Thale (Bode) zum Hexentanzplatz, die aber wegen der Ausweisung eines Naturschutzgebietes abgelehnt wurde. 1932 scheiterte dieses Projekt endgültig.

### Entwicklung bis zur Übernahme durch die Deutsche Reichsbahn
Die Strecken der H.B.E. blieben im Zweiten Weltkrieg von größeren Zerstörungen und Demontagen verschont, so dass bereits Anfang Juni 1945 der Betrieb von Blankenburg nach Halberstadt, Quedlinburg, Thale und Königshütte wieder mit zwei Zugpaaren pro Wochentag aufgenommen werden konnte.
Am 1. September 1946 wurde die H.B.E. zugunsten der Provinz Sachsen enteignet und unter deren Verwaltung gestellt. Am 15. Dezember 1946 ging der Betrieb an die neu gegründete Sächsische Provinzbahnen GmbH über, ein Einspruch gegen die Enteignung blieb erfolglos. Per 1. April 1949 wurde die H.B.E. von der Deutschen Reichsbahn übernommen.

### Entwicklung des Streckennetzes nach dem Ende der H.B.E.
Die inzwischen als Rübelandbahn bezeichnete und auf den Abschnitt Blankenburg – Königshütte verkürzte Harzbahn wurde ausgebaut und elektrifiziert. Heute ist der Personenverkehr auf der Rübelandbahn eingestellt, der Abschnitt Blankenburg – Elbingerode wird noch von den Felswerken im Güterverkehr bedient.
Die „Stammstrecke“ Halberstadt–Blankenburg ist heute noch in Betrieb und wird stündlich von der Regional-Express-Linie RE 31 und Güterzügen befahren. Die anderen Strecken wurden in den Jahren nach 1968 stillgelegt und sind heute größtenteils abgebaut.

## Strecken
- Halberstadt–Blankenburg
- Blankenburg–Quedlinburg
- Thale Nord–Thale Bodetal
- Blankenburg (Harz)–Tanne
- Elbingerode–Drei-Annen-Hohne
- Langenstein–Minsleben

## Lokomotivpark
Die anfangs erbauten Strecken hatten nur geringe Neigungen von 10 ‰, so dass anfangs die leichten zweiachsigen Lokomotiven mit dreiachsigem Stütztender der Bauart Behne-Kool ausreichten. Ähnliche Lokomotiven waren auch bei den benachbarten Staatsbahnen im Einsatz. 1881 und 1883 wurde je eine Schlepptenderlok in dreiachsiger Ausführung von Hanomag, Krauss und Borsig beschafft. Die Zahnradlokomotiven für den gemischten Betrieb hatten die Achsfolge C1'. Von 1883 bis 1907 wurden insgesamt elf Lokomotiven beschafft. Bis 1894 kamen noch drei C-gekuppelte Maschinen für den Reibungsbetrieb hinzu, die wie die Zahnradloks von der Maschinenfabrik Esslingen geliefert wurden. Die Lokomotiven bekamen Namen meist nach den umliegenden Städten und Landschaften (z. B. LANGENSTEIN, RUEBELAND, ZIEGENKOPF). Die folgenden Maschinen für die Flachlandstrecken entsprachen den Bauarten der Staatsbahn oder wurden von dieser gebraucht erworben. Eingesetzt wurden G 3, T 3, T 7, T 93, T 12, T 161. Als letzte Zahnradlokomotive wurde 1914 eine D-gekuppelte Schlepptenderlok geliefert.
1917 wurden neue 1’E1’-Lokomotiven zur Ablösung der Zahnradloks bestellt. Die 1920 gelieferten Maschinen erhielten Namen von „starken“ Tieren (MAMMUT, ELCH, WISENT, BÜFFEL) und dienten der Preußischen Staatsbahn als Grundlage für die Entwicklung der Baureihe 95. 1927 wurden drei 1’D1’ von Hanomag beschafft, 1929 gefolgt von drei 1’C1’ ähnlicher Bauart vom selben Hersteller. Soweit möglich wurden Bauteile verwendet, die mit denen der Einheitslokomotiven der Deutschen Reichsbahn austauschbar waren.
Am 7. Juli 1927 wurde der erste Benzoltriebwagen HBE T 1 in Betrieb genommen, der wegen des geplanten Einsatzes auf der Harzbahn in Leichtbauweise konstruiert und mit Lenkachsen und einer besonderen Bremsanlage ausgestattet war. Dieser Wagen konnte sehr erfolgreich eingesetzt werden, weshalb 1934 bei der Dessauer Waggon-Fabrik ein weiterer zweiachsiger, dieselmechanischer Triebwagen HBE T 2 beschafft wurde. Der erste dieselhydraulische Triebwagen war der vierachsige HBE T 3, der 1938 von MAN geliefert wurde und auf den Flachlandstrecken 70 km/h erreichte, auf der Harzbahn noch 40 km/h. Anhänger der Waggonfabrik Wismar ergänzten diese Triebwagen in den folgenden Jahren. 1940 wurde vom selben Hersteller ein zweiachsiger Triebwagen beschafft.
Der Lokomotivpark wirtschaftete im Laufe des Zweiten Weltkrieges zunehmend ab. 1943 erhielt die H.B.E. von der Reichsbahn leihweise die 95 043, 1944 eine weitere Lok der Baureihe 95 und Ende des Jahres schließlich die 96 002, um den Bahnbetrieb aufrechterhalten zu können. 1948 folgte die 95 019. Die 96 002 wurde 1949 abgezogen. Die Maschinen der „Tierklasse“ gingen in den Bestand der Deutschen Reichsbahn über. Nach der Übernahme durch die Deutsche Reichsbahn 1950 wurden insgesamt elf Lokomotiven der Baureihe 95 in Blankenburg beheimatet. Von den auf der Rübelandbahn eingesetzten Dampflokomotiven ist nur die 95 6676 (MAMMUT) erhalten geblieben, die in einem Lokschuppen in Rübeland steht.
Die Lokomotiven waren in Blankenburg beheimatet, wo 1907 ein heute noch bestehendes Betriebswerk mit Drehscheibe und einem zwanzigständigen Ringlokschuppen gebaut wurde.

## Überlieferung
Die Überlieferung der Halberstadt-Blankenburger Eisenbahngesellschaft befindet sich in der Abteilung Dessau des Landesarchivs Sachsen-Anhalt. 